# واکنش‌ها به کشته‌شدن مهسا امینی
مهسا امینی، دختری ایرانی بود که در ۲۵ شهریور ۱۴۰۱ به‌ دلیل دستگیری توسط گشت ارشاد، درگذشت. مرگ او باعث واکنش‌های گسترده‌ای در سطح داخلی و بین‌المللی شد. بسیاری از سیاستمداران، هنرمندان، شخصیت‌ها، احزاب و نهادهای ایرانی و جهانی به آن، واکنش نشان دادند. همچنین مرگ او باعث اعتراضات گسترده‌ای در سرتاسر ایران شد.

## سیاستمداران

### ایران
- ابراهیم رئیسی به وزیر کشور برای بررسی این حادثه دستور پیگیری داد. رئیسی، معاون امنیتی و انتظامی وزارت کشور را به‌عنوان مسئول رسیدگی به این حادثه کرد.[۱] او همچنین در تماس با خانواده امینی گفت: «دختر شما همچون دختر خود من است و احساس من این است که این حادثه برای یکی از عزیزان خود من پیش آمده‌است. اینجانب را در مصیبت خود شریک، و همدرد غم و اندوهتان بدانید.»[۲]
- رضا پهلوی در اینستاگرام خود نوشت: «دشمنی جمهوری اسلامی با زنان بر کسی پوشیده نیست.» و از مردم ایران خواست به هر شکلی که می‌توانند در مقابل این توحش بایستند و «پشتیبان زنان آزادیخواه ایران باشند».[۳] او همچنین مردم را به «عزا و سوگواری» دعوت کرد.[۴]
- انسیه خزعلی، بدون اشاره به نام مهسا امینی، در توییتر با اشاره به جلسه‌ای با حسین اشتری، مسئولیت این اتفاق را بر عهدهٔ نهادهای قانون‌گذار دانست و نوشت: «در مرحله نخست در شوراهای قانون‌گذاری تمامی بایسته‌ها و اقتضائات انذاری جهت هرگونه مواجهه اجتماعی را مبسوط شرح داده‌ایم!»[۵]
- سید محمد خاتمی، رئیس‌جمهور پیشین جمهوری اسلامی ایران، در روز ۲۵ شهریور ۱۴۰۱ در حساب توئیترش نوشت: «آیا این فاجعه و رویدادهای پرتکرار مشابه آن کافی نیست که از این شیوه و رفتارهای خلاف قانون، منطق و شرع دست برداشته شود؟»[۶]
- علی مطهری، نایب‌رئیس پیشین مجلس، به پایگاه خبری جماران گفت: «نیروی انتظامی توضیح کاملی نمی‌دهد و انسان نمی‌فهمد واقعیت قضیه چه چیزی بوده، حوادثی مثل ماجرای مهسا امینی چهره‌ای مثل طالبان در دنیا از ما نشان می‌دهد.»[۷]
- اسدالله بیات زنجانی، مرجع تقلید شیعه در واکنش به درگذشت مهسا امینی و حوادث اخیر مربوط به گشت ارشاد و مبارزه با بدحجابی اطلاعیه‌ای منتشر کرد و گفت که گشت ارشاد و مجموعه رفتارها و وقایعی که موجب این اتفاق ناگوار و تأسف‌برانگیز شده هم غیرقانونی است، هم غیرعُقلایی است و هم نامشروع.[۸]
- محمود صادقی، نماینده سابق مجلس شورای اسلامی با خطاب قرار دادن علی خامنه‌ای که مرگ جورج فلوید توسط پلیس آمریکا را آنگونه تقبیح کرد خواست تا در مورد برخورد پلیس ایران با مهسا امینی نیز اظهار نظر کند.[۹]
- مهدی کروبی، از رهبران جنبش سبز در واکنش به کشته شدن مهسا امینی با انتشار بیانیه‌ای از علی خامنه‌ای، رهبر جمهوری اسلامی، به تندی انتقاد کرد و گفت که او طی سال‌ها شخصاً با درخواست پایان دادن به برخورد با زنان و دختران در خیابان مخالفت کرده‌است.[۱۰]
- محمدباقر قالیباف: در اطلاعیه‌ای این واقعه را «تلخ» خوانده و آن را باعث «جریحه‌دار شدن افکار عمومی» دانسته‌است.[۲]

### جهان
- آنتونیو گوترش دبیرکل سازمان ملل خواهان تحقیق فوری، بی‌طرفانه و کارآمد یک نهاد صالح مستقل دربارهٔ مرگ مهسا امینی گردید.[۱۱]
- جاوید رحمان، گزارشگر ویژه حقوق بشر سازمان ملل در امور ایران نیز نسبت به رفتار جمهوری اسلامی با مهسا امینی ابراز تاسف کرد و افزود: «این حادثه نشانه‌ای از نقض گسترده حقوق بشر در ایران است.»[۱۲]
- جو بایدن، رئیس‌جمهور آمریکا در سازمان ملل اعلام کرد: «با مردم شجاع ایران و زنان شجاع ایران که در حال حاضر برای به دست آوردن حقوق خود تظاهرات می‌کنند، اعلام همبستگی می‌کنیم.»[۱۳]
- وزرای خارجه ۱۲ کشور شامل: آندورا، استرالیا، فرانسه، آلمان، ایسلند، آلبانی، کوزوو، لیبی، کانادا، لیختن اشتاین، نیوزیلند و نروژ با انتشار بیانیه‌ای در مورد نقض حقوق بشر در جریان تظاهرات سراسری مردم ایران، سرکوب و اعمال خشونت علیه معترضان توسط جمهوری اسلامی را محکوم کردند.[۱۴][۱۵][۱۶] در ادامه این بیانیه آمده است: «زنان ایرانی برای آینده‌ بهتر خود و هموطنان خود مبارزه می‌کنند این وظیفه ماست که از آنها حمایت کنیم.»[۱۴]
- آنتونی بلینکن، وزیر امور خارجه آمریکا نوشت: «آمریکا همراه مردم ایران در مرگ مهسا امینی سوگوار است» وی از دولت ایران خواست به آزار و اذیت سیستماتیک زنان پایان دهد.[۱۷]
- لیندا توماس گرینفیلد سفیر آمریکا در سازمان ملل طی مصاحبه‌ای با نشریه پیپل گفت: «حقوق زنان، حقوق بشر است و ما موظف هستیم از زنان دلیر ایرانی دفاع کنیم. مسئله مرگ مهسا امینی در اداره پلیس موج تازه‌ای از واکنش‌ها در داخل و خارج ایران علیه جمهوری اسلامی را برانگیخته است..»[۱۸]
- اولاف شولتس، صدراعظم آلمان به صورت رسمی به اعتراضات اخیر ایران و مرگ مهسا امینی واکنش نشان داد. پیش از این وزیر خارجه آلمان برخورد خشونت‌آمیز علیه معترضان و تظاهرکنندگان در ایران را به شدت محکوم کرده بود.[۱۹]
- اتحادیه اروپا با تأکید بر جراحات وارده به مهسا امینی در بازداشتگاه نوشت: «آنچه برای او رخ داده‌است غیرقابل قبول است و عوامل این قتل باید پاسخگو باشند.»[۲۰]
- وزارت خارجه فرانسه طی بیانیه‌ای نوشت: «مرگ مهسا امینی به دست پلیس امنیتی ایران عمیقاً تکان‌دهنده است. فرانسه دستگیری مهسا و خشونتی را که منجر به قتل او شد را محکوم می‌کند.»[۲۱]
- عفو بین‌الملل در بیانیه‌ای اعلام کرد: سرکوب خونین اعتراضات مردم ایران درپی جان باختن مهسا امینی در بازداشت پلیس، نیازمند اقدام فوری و ملموس جهانی است تا به مصونیتی که به مقامات ایران اجازه داده به صورت گسترده به شکنجه، کشتار و اعدام‌های فرمایشی اقدام کنند، رسیدگی شود.[۲۲][۲۳] عفو بین‌الملل اضافه کرد: این سازمان با اشاره به قتل افراد در اعتراضات تأکید کرد که صدها نفر، از جمله کودکان، به دلیل شلیک نیروهای انتظامی، صدمات دردناکی را متحمل شده‌اند که از نظر حقوقی، شکنجه یا سایر مجازات‌های بی‌رحمانه و غیرانسانی به حساب می‌آیند.[۲۴] اعتراضات مردم در ایران در پی جان باختن مهسا امینی، به صورت مرگبار سرکوب می‌شوند و این نیازمند یک اقدام فوری بین‌المللی است[۲۵][۲۶]
- رابرت مالی، نماینده دولت جو بایدن در امور ایران، مرگ مهسا امینی پس از جراحات وارد شده در بازداشت گشت ارشاد را «هولناک» توصیف کرد و ضمن ابراز همدردی با خانواده او گفت ایران باید به نقض حقوق اساسی زنان و خشونت علیه آنها پایان دهد.[۲۷]
- بیل کلینتون، رئیس‌جمهور سابق آمریکا گفت: جان باختن مهسا امینی را محکوم می‌کنم و به تقاضاها برای تحقیق و تفحص بی طرفانه می‌پیوندم.[۲۸]
- مورگان اورتگاس، سخنگوی پیشین وزارت خارجه آمریکا، در واکنش به درگذشت مهسا امینی بر اثر ضرب و شتم مأموران گشت ارشاد خواستار پخش شدن نام این دختر جوان شد و نوشت: «اجازه نمی‌دهیم دولت آمریکا آنچه که رژیم ایران با تو انجام داد را ماست مالی کند و مرگ تو بیهوده نخواهد بود.»[۲۹]
- گابریل بوریچ، رئیس‌جمهوری شیلی، در هنگام سخنرانی خود در مجمع عمومی سازمان ملل به مهسا امینی ادای احترام کرد و خواستار پایان دادن به سوءاستفاده قدرتمندان از جایگاه خود در سراسر جهان شد.[۳۰]

## شخصیت‌ها

### ایران
- علی کریمی، ستاره فوتبال ایران، با انتشار تصویر خانم امینی روی تخت بیمارستان، نوشت: «کاوه آینده ایران‌زمین زن است.»[۳۱]
- علی دایی، اسطوره فوتبال ایران و جهان، در واکنشی دربارهٔ درگذشت مهسا امینی نوشت: «چه به روزگار این سرزمین آوردید؟ دخترم می‌پرسد چه اتفاقی افتاده. چه پاسخی دارم. به کدامین گناه؟»[۳]
- اصغر فرهادی، سینماگر و فیلمنامه‌نویس مشهور و برنده اسکار، با انتشار ویدئویی در اینستاگرام، از اعتراضات مردم ایران حمایت کرد و خواستار حمایت همه هنرمندان، سینماگران، روشنفکران، فعالان حقوق مدنی از سراسر جهان شد.[۳۲] وی همچنین با انتشار عکسی از مهسا امینی در صفحه اینستاگرامش نوشت: «ما خودمان را به خواب زده‌ایم در برابر این ظلم بی‌پایان. ما شریک این جنایتیم.»[۳۳]
- مهتاب کرامتی در بیست و پنجم شهریور ماه در واکنش به کشته‌شدن مهسا امینی با انتشار عکس مهسا امینی در اینستاگرامش نوشت دختر همه ما، دختر ایران رفت.[۳۴]
- گلشیفته فراهانی، بازیگر ایرانی در اینستاگرامش با اشاره به مرگ مهسا نوشت: «لی‌لی‌لی حوضک، ندا آقاسلطان پر، پویا بختیاری پر، نوید افکاری پر، مهسا امینی، ژینای کردستان پر … جمهوری اسلامی نپر.»[۳۵]
- کتایون ریاحی، بازیگر ایرانی برای حمایت از مهسا امینی در استوری و پست اینستاگرامی عکسی بی‌حجاب از خود منتشر کرد و نوشت: «در سوگ زنان ایران زمین»[۳۶]
- حامد اسماعیلیون که خود خانواده‌اش را در شلیک سپاه به هواپیمای اوکراینی از دست داده‌است نوشت: «جمهوری کثافت، فاسد و آدمکش اسلامی»[۳]
- زر امیرابراهیمی، در صفحه اینستاگرام خود نوشت: عزادار هستیم. برای این سال‌های شکنجه و خشونت. جمهوری اسلامی، ما از تو متنفریم.[۳۷]
- پریناز ایزدیار بازیگر سینما و تئاتر با اعلام خشم از صدا و سیما و تحریم این سازمان و با دعوت از سایر هنرمندان برای اعلام کردن موضع، از معترضان حمایت کرد.[۳۸] ایزدیار در چهلمین روز درگذشت «مهسا امینی» در صفحه اینستاگرام خود از تهدید خود توسط نیروهای امنیتی خبر داد و نوشت :«تمام روزهایی که به دلایلی واضح (اجبار) سکوت کردم قلب و روحم با نازنین مردم وطنم بود، همچنان تمام قد و با تمام وجود کنار شما هستم. #زن_زندگی_آزادی #مهسا_امینی»[۳۹]
- نازنین بنیادی، بازیگر ایرانی-آمریکایی در استوری‌های اینستاگرام خود نوشت: مردم یک فرهنگ به صورت گسترده به حجاب اجباری اعتراض دارند و به خاطر اعتراض به آن در خطر حبس، شکنجه و کشتار قرار می‌گیرند. حجاب اجباری هیچ ربطی به فرهنگ ندارد.[۳۷]
- مونا برزویی، شاعر و ترانه‌سرا، در روز ۲۴ شهریور ۱۴۰۱ با انتشار عکسی از مهسا امینی در حساب توئیترش نوشت: «از شماها چه‌کس سنگِ اول به او زد!؟ تا در آوارِ او، جنگلِ من بسوزد!»[۴۰]
- هدیه تهرانی، بازیگر سینما خطاب به نیروهای سرکوب‌گر امنیتی گفت: «خطاب به نهاد امنیتی؛ اخطار شما به من رسید، اما بهتر است بدانید نه من رهبر این مردم هستم و نه مردمی که جانشان به لبشان رسیده‌است نیازی به دعوت من دارند. میزبان این ضیافت خونین خود شمایید.»[۴۱]
- حشمت مهاجرانی، سرمربی پیشین تیم ملی فوتبال ایران، در ستایش و سوگ مهسا امینی گفت: «هیچ‌کس اسطوره نیست، مگر اینکه با مردم حرکت کند. دخترم، مرگ تو زندگی تازه‌ای به همه دختران ایران زمین داد تا صدای آزادی را جهانی کنند. مهسا الگویی برای آزادی شد.»[۴۲]
- آناهیتا همتی، بازیگر ایرانی با تراشیدن موهایش اعتراض خود را نسبت به کشته شدن مهسا امینی اعلام کرد.[۴۳]
- مریم طوسی، دونده دو سرعت ایرانی، با انتشار عکسی از مهسا امینی نوشت: «امروز نوبت مهسا بود فردا نوبت زنی دیگر است. دلم می‌سوزد و کاری از دستم برنمی‌آید.»[۴۴]
- بهرام نورایی، خواننده و رپر ایرانی در توییتر خود نوشت: «امر به معروف و نهی از منکر در ذات رفتار سرکوب‌گرانه‌ست و به لطف حکومت پشتوانه قانونی و سیاسی هم پیدا کرده. مذهب رو باید از سیاست و قانون‌گذاری حذف کرد. قدم اول برای تغییر سازماندهیست.»[۴۵]
- نوید محمدزاده با انتشار بیش از سه پست در صفحه اینستاگرام خود در تاریخ های متفاوت حمایت خود را از اعتراضات سراسری ۱۴۰۱ و کشته شدن مهسا امینی نشان داد؛ او در فیلم برادران لیلا ساخته سعید روستایی نیز اعتراض خود را نشان داد، پیش تر نیز ارتباط خود با صدا و سیما ی جمهوری اسلامی را قطع کرده و با بازی از چند فیلم توقیف شده به وزارت ارشاد اعتراض کرده بود.
- شهرام ناظری، خواننده و موسیقیدان سرشناس با تقدیم یک ترانهٔ کُردی به ژینا امینی نوشت: «ژینا گیان، آواز زندگی بودی، صدای تو باید بلند خوانده شود، صدای تو اکنون در صدای ماست.»[۴۶]
- گوگوش در اعتراض به قتل مهسا امینی ترانه‌ای با نام گریه در رگبار با ترانه‌سرایی شهیار قنبری منتشر کرد و آن را به مهسا و تمام بانوان ایران تقدیم کرد.[۴۷]
- سجاد استکی، ملی‌پوش باسابقه هندبال ایران در واکنش به اعتراضات مردم، ضمن ابراز همدردی با مردم ایران در واکنش به قتل مهسا امینی، با انتشار متنی برای همیشه از حضور در تیم ملی هندبال خداحافظی کرد.[۴۸]
- سروش صحت، بازیگر و نویسنده با حمایت از اعتراض‌ها در ایران در پستی اینستاگرامی نوشت: «بچه‌های دهه هشتاد معلم من شده‌اند.»[۴۹]
- محسن چاوشی در اعتراض به قتل مهسا امینی همکاری خود با صدا و سیما و وزارت ارشاد را قطع کرد.[۵۰]
- فرزاد فرزین، بازیگر و خواننده ایرانی نیز در پستی دربارهٔ حال بد مردم و مرگ مهسا امینی نوشت: «من فرزند این خاک و جزو مردم این سرزمین هستم. سالهای سخت جنگ، تحریم، فشار اقتصادی، هوای آلوده، اختلاسها و… رو تو همین جامعه دیدم و حس کردم. وقتی حال مردم خوب باشه حال من هم خوبه و وقتی بد باشه من هم غمگینم و حالا حال این مردم بد است. از روز اول این اتفاق مرگ #مهسا_امینی همه ناراحت شدیم و مردم اعتراض دارند. آیا جواب این مردم رو با خشونت باید داد؟ هیچ مسئله ای با خشنوت حل نخواهد شد. صدای مردم رو بشنوید. این مردم رنج کشیده سزاوار زندگی خوب و بی دغدغه هستند. از ابتدای مسیر کارم بارها از ایران و برای سربلندی ایران خواندم و همواره با شرف زندگی کردم و در کنار مردم کشورم بوده و خواهم بود که هر چه دارم از مردم سرزمینم دارم.»[۵۱]
- مهران مدیری، بازیگر سینما و تلویزیون در یک پست اینستاگرامی ضمن تسلیت درگذشت مهسا امینی، از مدیران کشور خواست با مردم خشونت نکنند و به حرف مردم گوش کنند. او همچنین گفت نمی‌خواهد هیچ فریمی از او و به هر بهانه‌ای و از هیچ شبکه‌ای، پخش شود.[۵۲]
- نسرین ستوده، وکیل دادگستری و فعال حقوق بشر، در واکنش به کشته شدن مهسا امینی و ۲ هفته پس از آغاز اعتراضات مردمی ایران اظهار داشت:  به هیچ وجه «بازگشت به گذشته» روی نخواهد داد.[۵۳]
- شروین حاجی‌پور، خواننده ایرانی قطعه برای را در اعتراض به این رویداد خواند. این قطعه حدود ۴۰ میلیون بازدید داشت که سبب بازداشت وی هم شد.
- ترانه علیدوستی، بازیگر سینما و تلویزیون اهل ایران در تاریخ ۱۷ آبان ۱۴۰۱ در پستی در اینستاگرام با شعار «ژن ژیان ئازادی» کشف حجاب کرد.[۵۴][۵۵]
- دنیا مدنی، بازیگر تلویزیون اهل ایران در تاریخ ۱۷ آبان ۱۴۰۱ در پستی در اینستاگرام با توضیح «حالا من، من هستم و چیزی که در آینه میبینم خود خود من است.» کشف حجاب کرد.[۵۶]
- خزر معصومی، بازیگر سابق سینما و تلویزیون اهل ایران در تاریخ ۱۷ آبان ۱۴۰۱ در پستی در اینستاگرام با توضیح «سپاه عشق در پی است. شرار و شور کارساز با وی است.» کشف حجاب کرد.[۵۷]
- شراره دولت‌آبادی، بازیگر سینما و تلویزیون اهل ایران در تاریخ ۲۱ آبان ۱۴۰۱، عکسی به حجاب از خود با توضیح «این خودمَم.» در اینستاگرام منتشر کرد.[۵۸]
- دیگر واکنش‌های سینماگران، ورزشکاران و هنرمندان ایرانی به کشته‌شدن مهسا امینی: لاله مرزبان، شبنم قلی‌خانی، الناز رکابی، مهران غفوریان، باربد بابایی، سیامک انصاری، علی شادمان، هوتن شکیبا، دنیا دادرسان، الهام پاوه‌نژاد، سیاوش قمیشی، ساسان حیدری، ابراهیم حامدی، شبنم فرشادجو، مریم بوبانی، شیوا ابراهیمی، مهناز افشار، پرستو صالحی، امین حیایی، متین ستوده، عرفان حاج‌رسولی، غزل شاکری، حمیدرضا امیری، محمد کاسبی، احسان خواجه‌امیری، نیلوفر مردانی، پارمیدا قاسمی، شقایق دهقان و...[۵۹]
- جمعی از سینماگران ایران در واکنش به سرکوب مرگبار و خونین اعتراضات مردمی جاری در ایران بار دیگر بیانیه‌ای با درخواست «تفنگت را زمین بگذار» خطاب به نیروهای امنیتی جمهوری اسلامی منتشر کردند. ایرج جنتی عطایی، داریوش آشوری، شهیار قنبری، رضا دقتی و شیرین نشاط، منیژه حکمت، عبدالرضا کاهانی، شبنم طلوعی، کاوه فرنام، بیژن حجازی، پگاه آهنگرانی، علی احمدزاده، مینا کاوانی و محمد یعقوبی از امضاکنندگان این بیانیه هستند.[۶۰]

### جهان
- نورگل یشیلچای، بازیگر اهل ترکیه با انتشار تصویری از مهسا امینی در استوری اینستاگرام خود نوشت: «باعث تاسفه… افسوس برای تمامی زنان در جهان»[۶۱]
- الیف شافاک، نویسنده اهل فرانسه در توییتی با اشاره به کشته‌شدن مهسا امینی نوشت: ما از سرزمین‌ها، جغرافیا و فرهنگ‌های شبیه به هم آمده‌ایم.[۳۶]
- لیه رمینی، بازیگر آمریکایی، در توییتر خود نوشت: «این اقدام در هر حالتی غیرقابل قبول است، اما این واقعیت که او به خاطر حجاب نامناسب دستگیر شد آن را وحشتناک‌تر می‌کند. لطفاً در هم‌رسانی نام و داستان او به من بپیوندید.»[۳۱]
- آنجلینا جولی، ستاره سرشناس هالیوود، عکس‌های مهسا امینی و زنان معترض ایرانی را در صفحه اینستاگرامش نشر کرد و به مقاومت، جسارت و شجاعت آنان ادای احترام کرد.[۶۲]
- هری استالیز در کنسرت خود با در دست گرفتن بنر حاوی نام مهسا امینی حمایت خود را اعلام کرد
- جاستین بیبر، خواننده و ترانه‌نویس مطرح کانادایی، با استوری کردن اعتراضات ایرانیان خارج از  کشور به کشته‌شدن مهسا امینی واکنش نشان داد.[۶۳]
- دومینیک ریچارد هریسون، خواننده و موزیسین راک است که با نام هنری یانگ‌بلاد شناخته می‌شود از کشته‌شدن مهسا امینی حمایت کرد و در کنسرت خود گفت: «من اینجا نمی‌ایستم و دین دیگران را مورد سؤال قرار نمی‌دهم، اما برای آزادی می‌جنگم. من برای زنان ایران می‌جنگم».[۶۴]
- کیم کارداشیان، بازیگر و مدل اهل آمریکا، با پستی در اینستاگرام به کشته‌شدن مهسا امینی واکنش نشان داد و نوشت: «ایرانیان حقوق خود [را] مطالبه می‌کنند».[۶۵]
- دوآ لیپا، خواننده و ترانه‌نویس انگلستانی، با انتشار فایلی حمایت خود را از حقوق زنان ایرانی و اعتراضات مردم ایران اعلام کرد و گفت: «من در کنار زنان ایران هستم».[۶۶]
- کایلی جنر، بازیگر و مدل اهل آمریکا، با استوری کردن اعتراضات ایرانیان خارج از کشور از آنان حمایت کرد و به کشته‌شدن مهسا امینی واکنش نشان داد.[۶۷]
- هالزی، خواننده و ترانه‌نویس اهل آمریکا، با اشتراک گذاشتن استوریِ عکسی از مهسا امینی در اینستاگرام از کشته‌شدن و اعتراضات در داخل ایران حمایت کرد.[۶۸]
- ناتانیل بازولیک، بازیگر اهل استرالیا، با انتشار تصویری از مهسا امینی در اینستاگرام خود پرسیده‌است: «فمینیست‌ها کجا هستند؟ چرا جهان ساکت است؟»[۶۹]
- راجر واترز، خواننده، ترانه‌سرا، نوازنده گیتار باس و آهنگساز گروه پینک فلوید از اعتراضات مردم ایران حمایت کرد.[۷۰]
- فیل هیث، چهره شناخته‌شده در رشته بدنسازی که قهرمان ۷ دوره مستر المپیا است، با انتشار رشته استوری‌هایی از اعتراضات ایران حمایت کرد.[۷۱]
- خابی لیم، اینفلوئنسر اینستاگرامی سنگالی‌تبار، با انتشار تصویر مهسا امینی در صفحهٔ اینستاگرام خود نوشت «بزرگ‌ترین جنگ برای حقوق زنان و حقوق بشر در ایران در حال وقوع است. اگر روی زمین زندگی می‌کنید و سکوت کنید، دیگر هیچ زمانی نمی‌توانید در مورد حقوق زنان صحبت کنید».[۷۲]
- آدام دارسکی، موسیقی‌دان و بنیان‌گذار گروه بهیموث، با انتشار یک پست راجع به مهسا امینی نوشت: «اتفاقی که الان در ایران می‌افتد کاملاً ظالمانه است! حقوق زنان و بشر به طرز شرم‌آوری نادیده گرفته می‌شود. از شما برادران و خواهرانم می‌خواهم که صدای ناسازگار خود را در خیابان به گوش برسانید! بهیموث با شماست!»[۷۳]
- بلا حدید، مدل معروف آمریکایی هم با خانواده مهسا امینی ابراز همدردی کرده‌است.[۷۴]
- مارگارت اتوود، نویسنده کانادایی و الیف شافاک نویسنده ترکیه‌ای، دو نویسنده زن برجسته در ادبیات جهان هستند که از مبارزات ایرانیان برای احقاق حقوق خود حمایت کرده‌اند.[۷۵]
- کریس دی‌برگ ترانه‌ای را که برای ندا آقاسلطان خوانده بود، به مهسا امینی تقدیم کرد.
- فرناندو پیمنتا، قایقران مطرح پرتغالی، قهرمان جهان و دارنده مدال نقره و برنز المپیک، با انتشار پستی در اینستاگرام از اعتراضات مردمی در ایران حمایت کرد.
- وزیران خارجهٔ هفت کشور آلمان، فرانسه، بلژیک، سوئد، ایتالیا، کانادا و شیلی در ۱۵ مهرماه ۱۴۰۱، با انتشار پیام ویدئویی مشترک در توییتر وزارت خارجهٔ آلمان اعلام کردند که کنار زنان ایران در راه احقاق حقوق آنها هستند.[۷۶]

## نهادها

### نهادهای بین‌المللی
- سازمان عفو بین‌الملل خواهان رسیدگی کیفری به مسئله مرگ مشکوک مهسا امینی در ایران شد. به گفته این سازمان «همه مأموران و مقامات مسئول» در این پرونده باید در برابر عدالت قرار گیرند و «شرایط منجر به مرگ مشکوک او که شامل شکنجه و سایر بدرفتاری‌ها در بازداشتگاه می‌شود، باید مورد رسیدگی کیفری قرار گیرد.»[۷۷]
- دیده‌بان حقوق بشر نیز جان باختن مهسا امینی را «ظالمانه» خواند و نوشت: «مقام‌های ایرانی باید قانون حجاب اجباری را لغو و قوانین دیگری که زنان را از استقلال و حقوقشان محروم می‌کند، حذف یا اصلاح کنند.»[۷۸]

### نهادهای مدنی و احزاب سیاسی
- «انجمن صنفی معلمان کُردستان، شعبه سقز و زیویه» با انتشار بیانیه‌ای ضمن محکوم کردن کشتن ژینا امینی «دختر ۲۲ سالهٔ کُرد سقزی» و با اشاره به مرگ شلیر رسولی دیگر زن کُرد که چند روز قبل در یک اقدام به تجاوز جان خود را از دست داده‌بود، نوشت: «به کدامین گناه باید ژینا امینی رهسپار کلاس توجیه و ارشادی گردد که او را به آستانهٔ مرگ و نیستی می‌کشاند؟»، «اینجا کجاست که جان انسان در حراجی همیشگی‌ست؟!» و «آنان که مدعی نظم و امنیت و حفظ جان و مال مردمان هستند، اکنون دیگر جان‌ستان و عامل اصلی ناامنی گشته‌اند!»[۷۹]
- کارزار حقوق بشر ایران، مهسا امینی را یکی دیگر از قربانیان جنگ جمهوری اسلامی علیه زنان دانست و برای جلوگیری از فاجعه‌هایی اینچنین که قابل پیشگیری است، درخواست کرد خشونت علیه زنان در ایران باید به شدت در سراسر جهان محکوم شود.[۸۰]
- کانون نویسندگان ایران در بیانیه‌ای نوشت: «قتل مهسا امینی نمونه‌ای آشکار شده از سرکوبی تمام‌عیار است که سال‌ها زیر سایه حاکمیت زن‌ستیز در جریان بوده‌است.»[۷۸]
- حزب اعتماد ملی: حزب اعتمادملی در بیانیه‌ای با تسلیت فاجعه مرگ مهسا امینی در پی برخورد گشت ارشاد با وی و محکومیت چنین برخوردهایی، خواستار ورود مراجع تقلید، مجلس، رئیس‌جمهور و قوه قضائیه به موضوع گشت ارشاد و برخوردهای صورت‌گرفته از سوی این ارگان با دختران و زنان ایران شد.[۸۱]
- حزب ندای ایرانیان: یک‌بار از خود پرسیده‌ایم جامعه‌ای که در حدود نیم سده پیش‌تر به نام اسلام انقلاب کرده، چرا باید امروز به ضرب و زور رویکردهای سر تا پا غلطی همچون گشت ارشاد، اسلامی بشود؟![۸۲]
- حزب اتحاد ملت ایران اسلامی: در بیانیه‌ای به آنچه بر سر مهسا امینی آمد و به درگذشت او ختم شد واکنش نشان داد.[۸۳]
- چند حزب سیاسی کرد با انتشار فراخوانی از سوی «مرکز همکاری احزاب کردستان ایران» خواستار اعتصاب عمومی در کردستان در روز دوشنبه، ۲۸ شهریور شدند.[۸۴]
- مجمع نیروهای خط امام، در بیانیه‌ای اقدامات صورت‌گرفته در ماه‌های اخیر «به نام مبارزه با بی‌حجابی» را «روشی به‌غایت غلط و متأثر از نگاهی متحجرانه به دین و بدبینانه به دیگران و سخت گیرانه دربارهٔ جامعه» توصیف کرد.[۸۵]

## در ورزش

### باشگاه استقلال

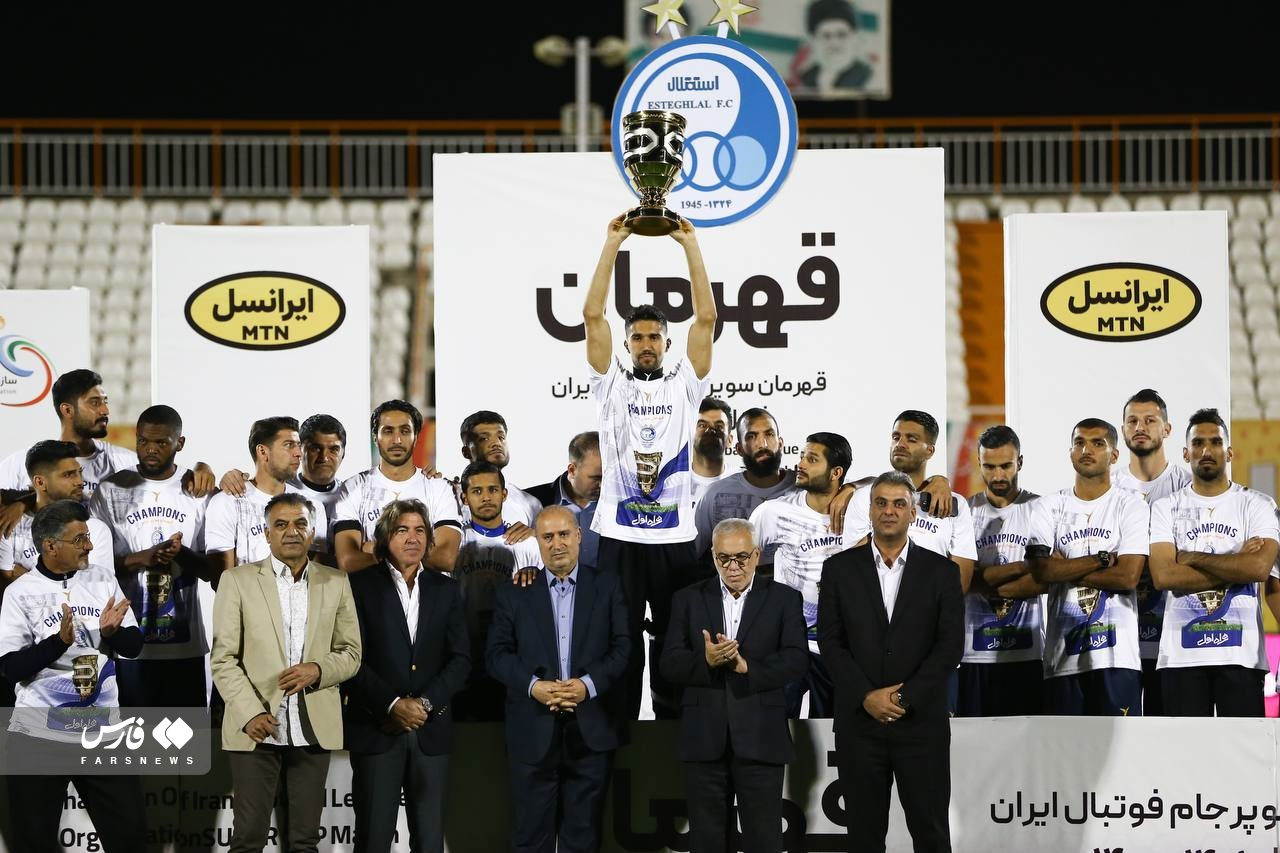
نمایی از بازیکنان و کادر فنی باشگاه استقلال پس از قهرمانی در سوپر جام ایران ۱۴۰۱.

بازیکنان و کادر فنی باشگاه استقلال پس از قهرمانی در سوپر جام ایران ۱۴۰۱، مراسم قهرمانی و بالا بردن جام را برای همبستگی با اعتراضات سراسری ایران بدون خوشحالی برگزار کردند.

### باشگاه پرسپولیس
در یکی از مسابقات لیگ برتر فوتبال، بازیکنان باشگاه پرسپولیس به نشان اعتراض به کشته شدن مهسا امینی، با مچ‌بند سیاه حاضر شدند. روزنامه گل نوشت، ترابی لباسی با تصویر پلیس به تن کرده بود و می‌خواست بعد از زدن گل آن را به نمایش بگذارد، اما «پنالتی را از دست داد و موفق نشد.» بنا بر این گزارش، اعضای تیم پرسپولیس به جز ترابی، در پی موضع‌گیری در حمایت از اعتراضات سراسری و همچنین حسین ماهینی، تهدید شدند.

### تیم ملی فوتبال
بازیکنان تیم ملی فوتبال ایران در جام جهانی ۲۰۲۲ پیش از شروع بازی مقابل انگلیس از خواندن سرود ملی امتناع کردند.

### تیم ملی فوتبال ساحلی
تیم ملی فوتبال ساحلی ایران پس از غلبه بر برزیل در فینال جام جهانی فوتبال ساحلی، بدون خوشحالی کردن جام قهرمانی را بالای سر بردند.